# ایجن‌کورت
ایجن‌کورت (به فرانسوی: Agencourt) یک کمون در فرانسه است که در Canton of Nuits-Saint-Georges واقع شده‌است.

## خصوصیات
ایجن‌کورت ۴٫۲ کیلومترمربع مساحت و ۳۸۶ نفر جمعیت دارد و ۲۲۸ متر بالاتر از سطح دریا واقع شده‌است.